# リリス (2006年の映画)
『リリス』（原題: The thirsting）は、アメリカ合衆国の映画作品。

## あらすじ
厳しいシスター・キャサリンの指導にうんざりしていたミッションスクールの生徒・メリーは、ある日、神話の本に挟まれた紙切れを見つける。その紙切れには悪魔・リリスを召喚する方法が書かれていた。さっそくメリーたちはそれを試してみるが、それが恐怖のはじまりだった。

## キャスト
| 役名         | 俳優                   | 日本語吹替 |
| ------------ | ---------------------- | ---------- |
| メリー       | ジャクリーン・ヒッケル | 弓場沙織   |
| キャサリン   | ティナ・クラウゼ       | 岡村明美   |
| ミッシェル   | コートニー・パルク     | 石川綾乃   |
| ジャッキー   | ローレン・ライランド   | 堀越知恵   |
| ティファニー | ローレン・マッカーシー | 川名真知子 |
| セヴィ       | ミッキー・ルーニー     | 金子正之   |

- その他の日本語吹き替え：小野涼子／土門仁／かつまゆう